# 로그 적분 함수

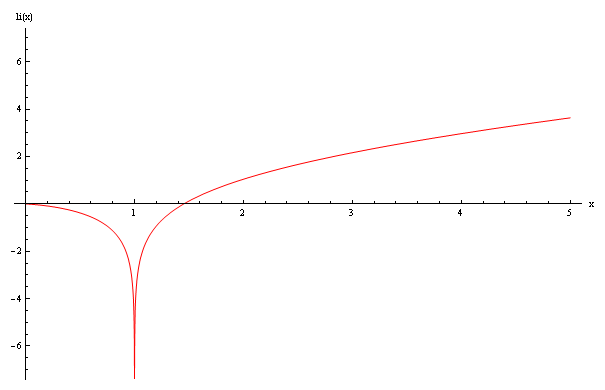
로그 적분 함수의 그래프

로그 적분 함수(log積分函數, 영어: logarithmic integral function)는 특수 함수의 일종이다. 보통 정적분으로 정의되고 {\displaystyle {\frac {1}{\ln x}}}의 부정적분으로 쓸 수도 있다.

## 정의
로그 적분 함수는 정적분을 사용하여 다음과 같이 정의된다.(미국식 정의)
{\displaystyle {\rm {li}}(x)=\int _{0}^{x}{\frac {dt}{\ln t}}\;}
혹은 다음과 같은 유럽식 정의를 쓰기도 한다.
{\displaystyle {\rm {Li}}(x)=\int _{2}^{x}{\frac {dt}{\ln t}}\;}
여기서 {\displaystyle {\ln }\;}은 자연로그를 의미한다.

## 급수
로그 적분 함수는 지수 적분 함수 Ei(x)와 다음과 같은 관계에 놓여있다.
{\displaystyle \operatorname {li} (x)=\operatorname {Ei} (\ln x)}
이 식은 x > 0에서 성립한다. 이 식은 지수 적분 함수의 급수로
{\displaystyle \operatorname {li} (e^{t})=\operatorname {Ei} (t)=\gamma +\ln |t|+\sum _{k=1}^{\infty }{t^{k} \over k\cdot k!}\qquad (t\neq 0)}
이므로
{\displaystyle \operatorname {li} (x)=\operatorname {Ei} (\ln x)=\gamma +\ln \ln x+\sum _{k=1}^{\infty }{(\ln x)^{k} \over k\cdot k!}\qquad (x\neq 1)}
로 표현할 수 있다.
라마누잔이 만든 더 빠르게 수렴하는 급수로는
{\displaystyle \operatorname {li} (x)=\gamma +\ln \ln x+{\sqrt {x}}\sum _{n=1}^{\infty }{\frac {(-1)^{n-1}(\ln x)^{n}}{n!\,2^{n-1}}}\sum _{k=0}^{\lfloor (n-1)/2\rfloor }{\frac {1}{2k+1}}.}
이 있다.
여기서 {\displaystyle \gamma } ≈ 0.57721 56649 01532 ... 는 오일러-마스케로니 상수이다.

## 점근적 표기
x → ∞에서의 li(x)의 행동은 다음과 같다.
{\displaystyle {\rm {li}}(x)=O\left({x \over \ln x}\right)\;}
여기서 {\displaystyle O}는 점근 표기법을 의미한다.

## 소수와의 관계
로그 적분 함수는 수론에서 매우 중요한데 왜냐하면 어떤 수 이하의 소수의 개수를 어림하는데 쓰이기 때문이다.
즉, 소수 정리는 다음을 보장한다.
{\displaystyle \pi (x)\sim \operatorname {li} (x)}
여기서의 {\displaystyle \pi (x)}은 소수 계량 함수이다.
실제로 계산해 보면 작은 범위 안에서는 {\displaystyle li(x)}가 {\displaystyle \pi (x)}보다 항상 약간 더 큰 것처럼 보이지만 실제로는 스큐스 수에서 {\displaystyle \pi (x)}가 {\displaystyle li(x)}보다 더 커지고 이후에는 무한히 대소 순서가 바뀐다는 것이 알려져 있다.

## 지수 적분 함수와의 관계
로그 적분 함수는 다른 특수 함수인 지수 적분 함수와 밀접한 연관이 있다.
가장 간단한 예로는 {\displaystyle \operatorname {li} (x)=\operatorname {Ei} (\ln x)}라는 관계가 있다.
또한, 음함수 미분법을 이용하여 로그 적분 함수의 역함수를 미분해 보면 지수 적분 함수의 역함수가 나온다. 즉, 역함수를 함수 위에 -1을 위첨자로 쓴 형태로 표기한다면, {\displaystyle {\frac {d}{dx}}\operatorname {li} ^{-1}(x)=\operatorname {Ei} ^{-1}(x)}이라고 쓸 수 있다.

## 같이 보기
- 스큐스 수
- 소수 계량 함수
- 지수 적분 함수
- 소수 정리
- 라마누잔-솔드너 상수